# Pterocomma pseudopopuleum
Pterocomma pseudopopuleum är en insektsart som beskrevs av Palmer 1952. Pterocomma pseudopopuleum ingår i släktet Pterocomma och familjen långrörsbladlöss. Inga underarter finns listade i Catalogue of Life.